# Olimpia Morata
(Olimpia Morata a Lavinia della Rovere, Heidelberg, agosto 1554)
Olimpia Fulvia Morata o Morato (Ferrara, 1526 – Heidelberg, 26 ottobre 1555) è stata un'umanista italiana.

## Biografia

### Una bambina prodigio
Figlia di Fulvio Pellegrino Morato – e tuttavia chiamata comunemente Morata – e di Lucrezia Gozzi, fu educata dal padre, umanista e insegnante di grammatica, già maestro nella corte ferrarese dei giovani d'Este. A seguito di dissensi con il duca Alfonso, nel 1532 Fulvio Morato si trasferì con la famiglia a Vicenza dove insegnò pubblicamente umanità, tra gli altri, ai giovani nobili Alessandro Trissino e Giulio Thiene, frequentò gli umanisti Celio Secondo Curione e Celio Calcagnini e fondò probabilmente una cellula calvinista. Con l'avvento al ducato di Ercole II d'Este, tornò a Ferrara nel 1539 per essere precettore di Alfonso e Alfonsino, figli naturali del defunto duca Alfonso I, mentre Olimpia fu accolta dalla moglie del duca, Renata di Francia, perché continuasse gli studi insieme con Anna, la figlia della duchessa, sotto la guida del padre e degli eruditi tedeschi Kilian Senf, detto Sinapius, e Johannes Senf, medico di Renata e fratello di Kilian.
La liberalità culturale della duchessa Renata garantiva non soltanto ai propri figli, ma anche ai giovani della corte maestri e libri, dalla Bibbia del Brucioli agli Omero in greco e in latino, dal Salterio del Butzer a Erodoto, Aristotele, Cicerone e Ovidio. Olimpia fu considerata una bambina prodigio, lodata per la sua precoce conoscenza del greco antico e del latino, e per il suo amore per la cultura classica. Le sue simpatie per la Riforma protestante, influenzate già dal padre, trovarono alimento nella corte del ducato, essendo comuni con le tendenze calviniste della duchessa Renata.

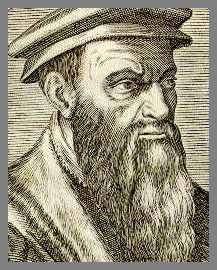
Celio Secondo Curione

Johannes Senf era in rapporto con Erasmo e gli erasmiani del circolo bolognese, Fileno Lunardi e Giovanni Angelo Odoni, con Martin Butzer e con Giovanni Calvino, che nel 1536 era venuto in incognito nella corte di Ferrara, al quale il Senf chiederà di ottenere per sé la mano di Françoise de Boussiron, dama di Renata e amica del Riformatore. Ma l'intellettuale con il quale Olimpia fu soprattutto in relazione è senz'altro il Curione, che già aveva introdotto suo padre allo studio delle Scritture e, dopo la fuga da Ferrara nell'agosto del 1542, gli aveva fatto pervenire, nel 1544, la sua ultima fatica, il Pasquillus extaticus, una satira dei culti della religione cattolica.
Anche la diciottenne Olimpia lesse e utilizzò questo scritto del Curione, come dimostra, nella sua libera traduzione in latino di due novelle del Boccaccio - Abraham giudeo e Ser Ciappelletto - il commento da lei stessa aggiunto alla novella di Ciappelletto, un ipocrita che gli uomini ritengono un santo: «secondo un erudito [ ... ] in questo mondo si ritengono degni di venerazione molti corpi, le cui anime patiscono all'inferno», dove quell'erudito è il Curione che tale considerazione aveva enunciato nel Pasquillus.
Olimpia dovette interrompere i suoi studi nel 1548 per assistere il padre il quale, gravemente malato, morì quell'anno stesso. Non ottenne di tornare a frequentare la corte ferrarese: come scrisse all'amico Celio Secondo Curione, sembra che Renata di Francia «per colpa di alcune calunnie, si è allontanata non solo da me, ma anche da tutta la mia famiglia. Puoi immaginare il mio dolore! [...] se fossi rimasta a corte, avrei messo a repentaglio la mia salvezza: non mi era più possibile leggere né l'Antico né il Nuovo Testamento; così ho cominciato a desiderare di partire per quella casa celeste in cui è più rallegrante abitare un solo giorno che mille anni in queste corti di principi, e così me ne tornai agli studi di teologia».
Non sono chiare né l'origine né la natura delle accuse rivolte contro la Morata: è possibile che una parte importante sia stata svolta da Jérôme Bolsec, un ex-carmelitano che aveva trovato ospitalità nella corte di Renata. Cacciato da Ferrara, si rifugiò a Ginevra da Calvino, con il quale tuttavia entrò in una durissima polemica sul problema teologico della predestinazione, che gli costò l'espulsione dalla città svizzera e che proseguì degenerando in attacchi personali.

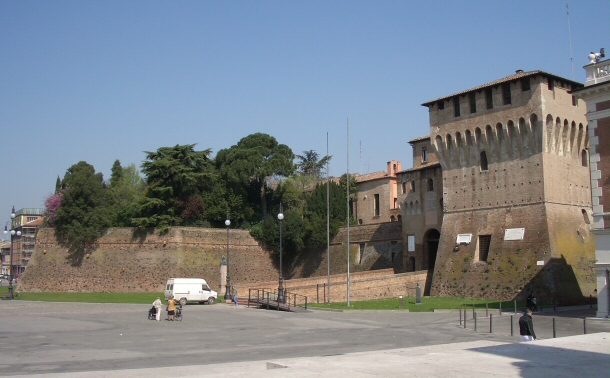
Lugo di Romagna: la Rocca estense

Malgrado la rottura con Olimpia, la duchessa le fornì la dote e le spese nuziali per il suo matrimonio con il medico tedesco Andreas Grundler, che Olimpia sposò ai primi del 1550. La loro decisione di lasciare l'Italia era già stata presa, e intanto il marito partì da solo per la Germania per assicurarsi un lavoro nella sua città natale. Olimpia gli scriveva da Ferrara in aprile: «La tua assenza mi addolora. L'amore è pieno di paure e di ansie. Volesse il cielo, mio caro, che io ti fossi vicino. Allora capiresti meglio quanto sia grande il mio amore per te. Questo ritardo nel vederti mi è intollerabile perché il vero amore non ammette ritardi. Potrei sopportare qualunque altra cosa per te meglio di questa lontananza».
Erano i mesi in cui Fanino Fanini, già condannato a morte nel settembre precedente, attendeva nella Rocca estense di Lugo di Romagna l'esecuzione della sentenza e per la salvezza del quale si stavano adoperando invano presso il duca la moglie Renata, la stessa Morato, l'amica Lavinia della Rovere e il suocero di costei, il famoso capitano di ventura Camillo Orsini. Ercole II, stretto tra la necessità di mantenere, da una parte, le proprie prerogative giurisdizionali che gli consentivano di graziare il condannato e, dall'altra, di non presentarsi come un pubblico protettore degli eretici, finì con il lasciar giustiziare il Fanini.
Così, quando Andreas ritornò a Ferrara, per la Morata e il suo compagno aumentavano i motivi per lasciare l'Italia: come scrisse il Curione, era ormai tempo di «uscir di una sì fatta servitù e tirannia, ed irsene in loco dove liberamente e sicuramente servir gli possano Dio ed honorarlo. Né debono ponto dubitare che il buon padre celeste non sia per esaudirgli come ha promesso».

### In Germania

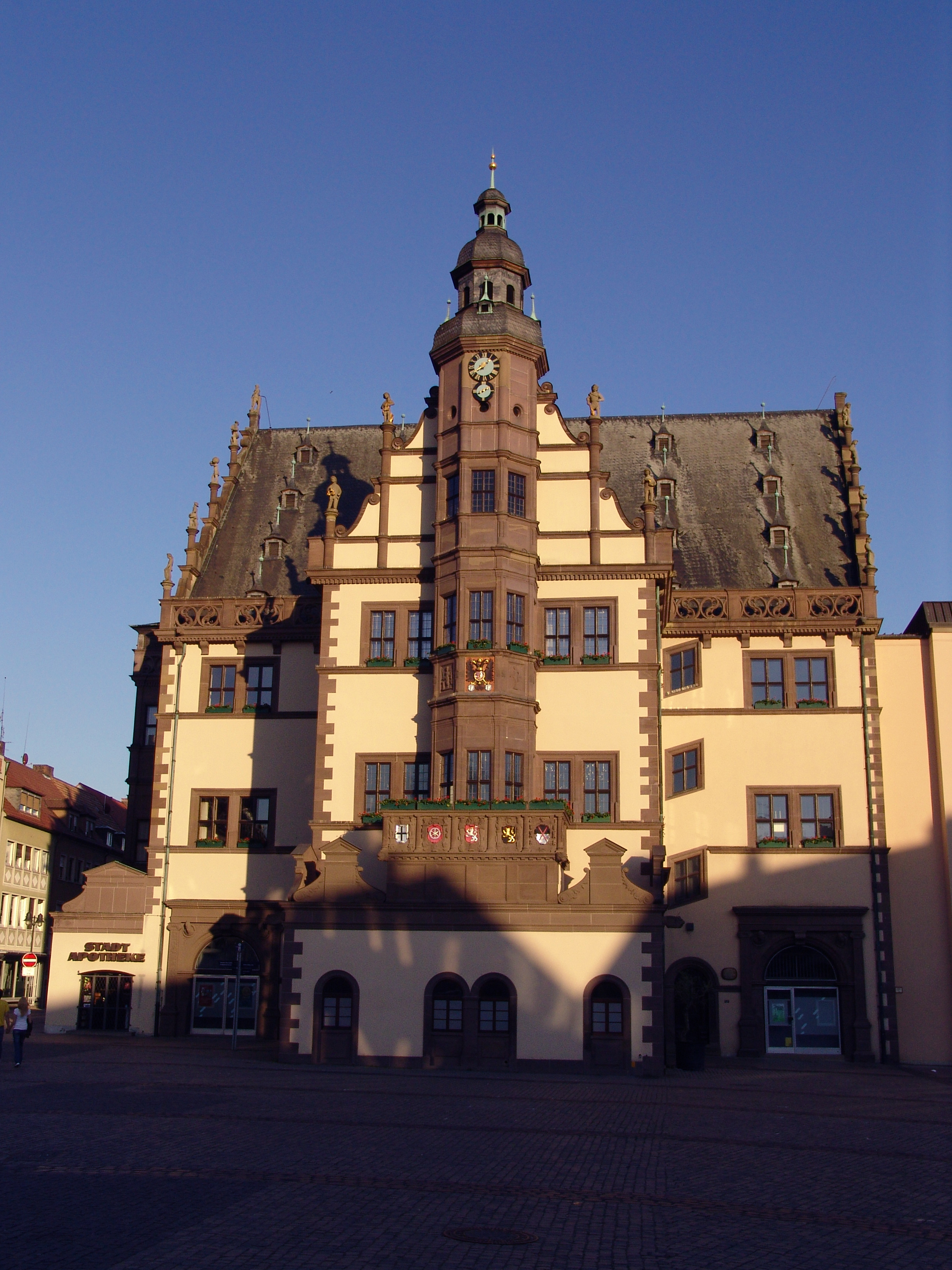
Schweinfurt: il Municipio

In giugno, Andreas Grundler e Olimpia, insieme con Emilio Morato, il fratello di otto anni, partivano da Ferrara per la Franconia, dove furono accolti per alcuni mesi a Kaufbeuren da Georg Hörmann, amico di umanisti e consigliere del re di Boemia-Ungheria Ferdinando, dove Olimpia riprese i suoi studi, indirizzati tanto alle lettere classiche quanto alle Scritture: «totum diem me cum Musis delecto [...] saepissime refero me ad divina studia», scrisse in quei giorni a Lilio Gregorio Giraldi. Qui, come a Würzburg, ospiti del Sinapius, la Morata suscitò un'ammirata curiosità, poiché se già in Italia erano ben poche le donne di elevata cultura, in Germania erano pressoché inesistenti.
Würzburg era città cattolica e perciò, scriveva Olimpia all'amica Cherubina Orsini, «qui è un gran dispregio della parola di Dio et pochissimi se ne curano. Habbiamo anchora qui la idolatria e la parola di Dio insieme, come in Samaria». Presero con sé anche la piccola figlia del Sinapius, che era rimasto vedovo, e si stabilirono a Schweinfurt, città protestante e luogo natale di Andreas, dove questi aveva ottenuto l'impiego di medico municipale. Andreas rifiutò una vantaggiosa offerta del cattolico Ferdinando d'Austria di insegnare medicina a Linz: fu la stessa Olimpia a rispondere a Hörmann, il latore della proposta, che «noi militiamo sotto la bandiera di Cristo e non possiamo tradire, pena la dannazione eterna. Per favore, fateci sapere se l'Anticristo infuria a Linz, come abbiamo sentito dire. Ho seguito mio marito oltralpe e sarei felice di viaggiare per terra e per mare fino al selvaggio Caucaso o ai confini dell'Occidente, perché ogni terra è patria a chi è forte, purché non ci vengano imposti i riti romani».
All'amico Curione, che si era stabilito a Basilea, scrisse di sperare di aver la possibilità di risiedere nella città svizzera ma di non aver intenzione di tornare in Italia: «Tu sai certamente quanto sia difficile essere cristiani laggiù in mezzo all'Anticristo. Credo che tu abbia sentito di Fanini [...] È stato impiccato, il suo corpo è stato bruciato sul rogo e le sue ceneri sono state gettate nel Po [...] Se dovessimo partire, non c'è nulla che mi farebbe più piacere di rivederti; sarebbe bello se mio marito potesse trovare un posto a Basilea che gli permettesse di guadagnarsi da vivere come medico e dando lezioni. Sarei più vicina all'Italia, potrei mettermi più spesso in contatto con mia madre e le mie sorelle che sono ogni giorno nei miei pensieri. Quanto alle mie sorelle, Lavinia ne ha portata una con sé a Roma [...]».
Dalla corrispondenza di Olimpia appare la sua passione, ormai prevalente, per la teologia; mandò libri di Lutero a Lavinia della Rovere, chiese all'umanista Flaccio Illirico di tradurre in italiano qualche libro del riformatore tedesco, al Vergerio chiese la traduzione del Grande catechismo di Lutero e discusse della dissimulazione delle convinzioni religiose: all'amica Cherubina Orsini, che in Italia, come il padre Camillo, praticava il nicodemismo e si sentiva per questo motivo «inferma» e dubbiosa della legittimità del proprio comportamento, come aveva dimostrato il caso, allora dibattutissimo, di Francesco Spiera, Olimpia ricordava che anche Pietro aveva rinnegato Gesù, ma «fu fatto robusto, che poi si rallegrava di patire per Christo». Occorreva pregare e studiare le Scritture, «accioché vinciate Satana, il mondo e la carne vostra et habiate la corona, la quale solo si darà a colui che haverà vinto».
Schweinfurt era allora presidiata dagli spagnoli di Carlo V, ma nel 1553 fu occupata dalle truppe del margravio del Brandeburgo Albrecht Alcibiade, che cercava di ingrandire i suoi territori a spese dei feudi dei vescovi di Bamberga e di Würzburg. La reazione non si fece attendere e la città fu assediata, ripresa, saccheggiata e incendiata; Olimpia ne scrisse alla sorella Vittoria: «Noi avemo provato le calamità della guerra, e siamo stati quattordici mesi in continue angustie, in mezo le artilarie giorno e notte».
La famiglia di Olimpia fuggì a Heidelberg nel 1554. Da qui, l'8 agosto Olimpia scrisse a Cherubina Orsini: «Vorrei che aveste visto come io era scapigliata, coperta di stracci, ché ci tolseno le veste d'attorno, e fuggendo io perdetti le scarpe, né aveva calze in piede, sì che mi bisognava fuggire sopra le pietre e i sassi [...] al fine semo venuti a stare in questa città di Heidelberg, nella qual il mio consorte è stato fatto lettore pubblico nella medicina».

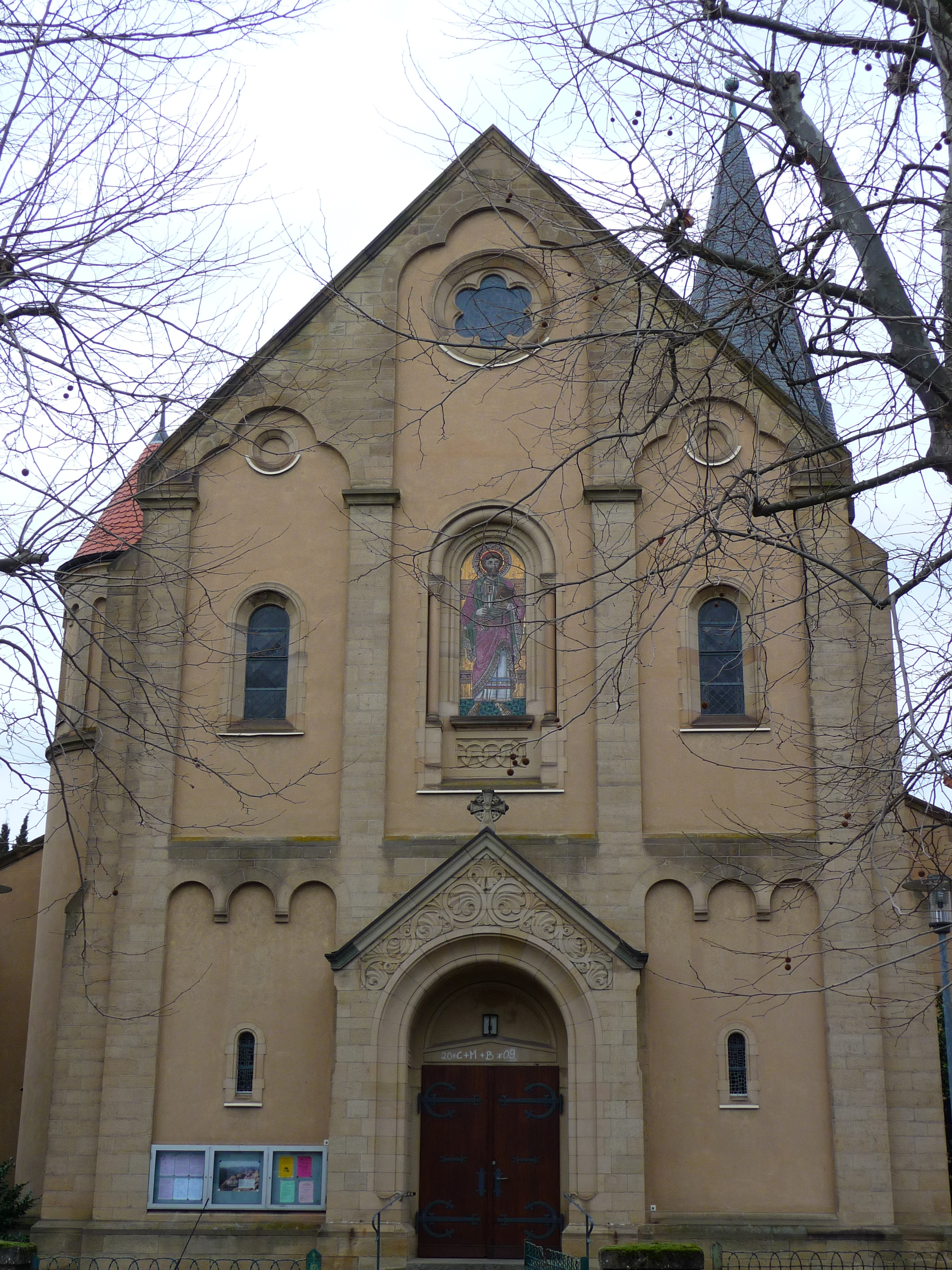
Heidelberg: chiesa di San Pietro, dove si trova la tomba di Olimpia

Di quella drammatica esperienza Olimpia credette di derivare l'insegnamento che Satana imperversava ovunque ma Dio «mai non abandona i suoi nelle angustie, accioché vi confirmiate in fede che non vi lasciarà, anchora che bisognasse che patiste qualche cosa per la verità» e dal libro di Isaia traeva conferma e conforto: Dio «non spezzarà la canna agitata, cioè la conscientia inferma e spaventata, egli [...] la consolarà [...] né smorzarà il lino che fuma, cioè quello che è infermo in fede, e non lo regetarà da sé, ma lo farà forte».
Mentre il marito era docente di medicina all'Università, Olimpia insegnava privatamente latino e greco. A un giovanissimo studente consigliò di proseguire i suoi studi anche senza l'ausilio di precettori, difficilmente reperibili in tempi così calamitosi: dopo tutto, gli insegnanti hanno il compito di indirizzare gli allievi alle fonti del sapere, e nello studio diretto delle Scritture si poteva apprendere «cosa sia il bello, cosa il brutto, cosa utile e cosa inutile».
Quando a Heidelberg, come in tante altre città tedesche, infuriava la peste, nel 1555 scrisse al Curione l'ultima lettera dove, afflitta da una febbre continua, scrive di sentirsi prossima alla morte che del resto non teme, anzi desidera: «cupio iam dissolvi et esse cum Christo». Lo informa di aver ricostruito a memoria una parte delle sue opere, andate perdute fuggendo da Schweinfurt, pregandolo di dare loro un'ultima revisione.
Morì qualche giorno dopo e in pochi mesi morirono di peste anche il marito e il fratello Emilio. Olimpia fu sepolta nella chiesa di San Pietro e sulla sua tomba fu eretto un monumento. Curione pubblicò tutti gli scritti che poté rintracciare in una prima edizione del 1558, dedicata a Isabella Bresegna, e in una seconda del 1562, dedicata alla regina Elisabetta I d'Inghilterra.

## Opere
- Olympiae Fulviae Moratae Foeminae doctissimae ac plane divinae Opera omnia quae hactenus invenire potuerunt; cum erudotorum testimoniis et laudibus. Hippolitae Taurellae Elegia elegantissima. Quibus Coelii S. C. selectae Epistolae ac orationes accesserunt, Basilae, apud Petrum Pernam MDLXX
- Lettere, in «Opuscoli e lettere di riformatori italiani del Cinquecento», a cura di Giuseppe Paladino, Laterza, Bari 1927
- Epistolario (1540-1555), Ferrara 1940
- Opere, a cura di Lanfranco Caretti: vol. I, Epistolae; vol. II, Orationes, Dialogi et Carmina, Ferrara, Deputazione Provinciale Ferrarese di Storia Patria 1954
- Matilde Icardi, Voci di donne umaniste. Dialoghi di Laura Cereta e Olimpia Fulvia Morata, Alessandria, Edizioni dell'Orso, 2022.